# Mistr a Markétka
Mistr a Markétka je román ruského spisovatele Michaila Bulgakova. Byl napsán v letech 1928 až 1940. Obsahuje dvě části, třicet dva kapitol a epilog.

## Faktografie
Michail Bulgakov začal na knize pracovat v roce 1928. První verze nesly názvy Černý mág (Черный маг), Inženýrovo kopyto (Копыто инженера), Žonglér s kopytem (Жонглер с копытом) či Veliarův syn (Сын Велиара). Rukopis byl připravován pro vydavatelství Nědra a jeho první verze byla (po zákazu hry Kabala pobožnůstkářů – Кабала святош) autorem spálena 18. března 1930. Dochoval se autorův dopis, datovaný 28. dubna 1930 a adresovaný vládě, v němž autor doslovně píše “... osobně, vlastníma rukama jsem v kamnech spálil všechny koncepty románu o ďáblovi.“ (Motiv pálení díla se objevuje i v knize samotné.)
Práci nad románem autor obnovil již v roce 1931. Ve druhé verzi se objevují postavy Markéty a Mistra a román získává definitivní název Mistr a Markétka (Мастер и Маргарита). V pořadí druhá verze byla dokončena v roce 1936. Dílo v této podobě již obsahovalo větší část zápletky i všechny důležité pasáže. V roce 1937 Bulgakov román ještě jednou zredigoval a do názvu doplnil podtitul Fantastický román. Začišťováním a slohovým pilováním textu (za pomoci své ženy) se zabýval téměř až do své smrti – poslední úpravy rukopisu jsou datovány 13. února 1940 (necelý měsíc před Bulgakovovou smrtí). Román je tak fabulačně završen. Bulgakovova žena však pokračovala v redakci románu až do roku 1941. Některé ze zbývajících a Bulgakovem i jeho ženou nepostřehnutých rozporů jsou přesto předmětem kvízových otázek znalců autorova díla (Mistr je např. v Kapitole třinácté hladce oholen, zato v Kapitole čtyřiadvacáté – dějově následující za několik hodin – má dlouhou bradku).
Cenzurovaná verze (12 % textu vynecháno, ještě větší část pozměněna) byla poprvé publikována až v roce 1966 v časopise Moskva (ročník 1966, č. 11 a ročník 1967, č. 1). Text odstraněných a upravených částí vyšel samizdatově a byl doplněn o údaje nezbytné ke kompletnímu nahrazení originální verze. V roce 1967 nakladatelství Posev (ve Frankfurtu) vydalo kompletní verzi (právě díky samizdatovým doplňkům). Rusko se prvního necenzurovaného znění dočkalo až v roce 1973, kdy v nakladatelství Chudožestvenaja Litěratura (Художественая Литература) vyšla verze opírající se o rukopisy sepsané do začátku roku 1940. Toto znění bylo považováno za kanonické až do roku 1989, kdy byla za pomoci redaktorky Lydie Janovské vydána verze respektující veškeré existující rukopisy.

### Překlady do češtiny
V češtině existují dva profesionální překlady tohoto díla, první a dosud patrně nejrozšířenější pořídila Alena Morávková (překlad vydal poprvé Odeon, 1969), která také přeložila mnoho dalších Bulgakovových děl. Překlad Morávkové byl vůbec prvním překladem, využívajícím necenzurované znění, a stal se podkladem několika rozhlasových i divadelních inscenací. Autorem druhého překladu je Libor Dvořák, poprvé byl vydán v roce 2005 v Odeonu. Dvořák přeložil rovněž podklady pro dabing ruského seriálu. Oba překlady se v podstatných detailech, např. ve jménech postav, výrazně odlišují (básník Bezdomnij, rusky Бездомный - u Morávkové Bezprizorný, u Dvořáka Bezdomovec).

### Dějiště románu
Román se odehrává v Moskvě v období NEPu. Některé scény se odehrávají v bytu č. 50 v domě 302b v Sadové ulici. Bulgakov bydlel v letech 1921-1924 v bytu č. 50 na Velké sadové ulici 10 (ул. Большая Садовая, дом 10,6-й подъезд, 4-й этаж, квартира 50) a dům a jeho obyvatelé se stali předobrazem románu. Dnes je v bytu č. 50 muzeum Michaila Bulgakova.

## Děj

### Jednající osoby
Mnoho postav má symbolická jména – některá vychází z významu příslušných jmen v ruštině (Lichodějov, Bezprizorný, Korovjev), jiná mají dávný mytologický původ (Azazelius). Mnoho vedlejších postav je také pojmenováno podle hudebních skladatelů.
- Wolland (Woland, rusky Воланд) – personifikace Ďábla
- Markéta (rusky Маргарита) – milenka Mistrova, vědma, zosobnění hrdé a vášnivé ženy
- Mistr (rusky Мастер) – jinak bezejmenný umělec, pronásledovaný kritiky i režimem
- kocour Behemot (rusky Бегемот, u Morávkové Kňour; slovo v ruštině znamená hrocha, ale také biblického Behemota) – člen Wollandovy svity, zakletý princ, vynikající žertéř a šprýmař, nejbližší z Wollandových společníků. Dle některých autorů byla postava Behemota inspirována kocourem Bulgakovových Fljuškou.
- Kravinkin (též Fagot nebo podle originálu Korovjev, rusky Коровьев) – Wollandův důvěrník a Behemotův přítel a kumpán
- Azazelius (Azazelo, rusky Азазелло) – démon, vystupující jako ramenatý zrzavý pořízek ve slamáčku, zosobnění hrubé síly
- Hella (rusky Гелла) – čertice, zastupující ve Wollandově svitě ženský element
- Ješua Ha-Nocri (rusky Иешуа га-Ноцри), tedy Ježíš Nazaretský (Bulgakov jej nazývá předpokládanou hebrejskou podobou jména)
- Pilát (rusky Пилат) – Pilát Pontský, prokurátor galilejský
- Berlioz – první Wollandova oběť, předseda kulturní komise Massolitu (Masové organizace literátů), jemuž v nezapomenutelné scéně „odřízne hlavu ruská žena, komsomolka„
- Ivan Nikolajevič Potápka - Bezdomovec (u Morávkové Bezprizorný; rusky Иван Николаевич Бездомный) – mladý, naivní, leč zapálený sovětský básník, po setkání s Wolandem zešílí a na klinice se setká s Mistrem
- Stěpan Mizerov (u Morávkové Lotrov, v ruštině Lichodějev) – umělecký vedoucí Moskevského varieté, nájemce bytu 50 na Sadové ulici 302 bis (нехорошая квартира), o který se dělí s Berliozem a který si Wolland vybere jako místo pro Bál jarního úplňku. Wollandem teleportován do Jalty.
- Rimský – finanční ředitel Varieté, zatčen
- Varenucha – administrátor Varieté, pokousán Hellou a změněn v upíra
- Nikanor Bosoj (Bosý) – předseda domovní rady, zatčen za spekulaci s Korovjevem podvrženými falešnými dolary
- Žorž Bengalskij – konferenciér Varieté, Behemot mu na četná přání diváků utrhne hlavu, ale nakonec mu ji, opět na přání diváků, navrátí nazpět. Dotyčný přežije a dostane se na psychiatrickou kliniku, kde se nakonec dá dohromady. Jako vzor postavy posloužil reálně žijící konferenciér Georg Razdolskij.
- Andrej Sokov – bufetář Varieté, jemu jsou určena Wollandova slova “Brynza nemá mít zelenou barvu, příteli, to si z vás někdo udělal dobrý den“, případně „Jeseteřina druhé jakosti neexistuje, jeseteřina má jakost jedinou, první, kterážto jest i jakostí poslední"
- Maximilian Andrejevič Poplavskij – Berliozův strýc z Kyjeva (kde se Bulgakov narodil), člen tamní plánovací komise. Přijíždí do Moskvy získat byt po mrtvém Berliozovi, ale po šokujícím setkání s Wollandem raději mizí a uvážlivě úřadům nic nehlásí.
- Nataša – Markétina služka, po zralé úvaze se stane vědmou
- profesor Stravinskij – kapacita v oblasti psychiatrie, léčí velkou část Wollandových obětí, jako jedna z mála jednajících postav nikterak neutrpí. Postava má živý prototyp - ředitele kliniky 1 MGU profesora G. I. Rossolima
- Alois Mogadyč – Mistrův přítel, který ho zradí a nastěhuje se do jeho bytu

### Stylistické shrnutí
Kniha je vyprávěna v er-formě, i když si vypravěč neodpouští subjektivní poznámky. Vše je psáno čtivým stylem, který je vyprávěn ne úplně striktně dodržovanou spisovnou řečí, takže vše působí přirozeně. Kniha je též proložena zábavnými dialogy a postavami, což také přidává na čitelnosti. Velice často se zde také vyskytuje vyprávění jiného příběhu. Za všechno lze uvést příběh o Pilátovi Pontském, který provází čtenáře celou knihou. V něm autor vypráví příběh biblické postavy dle své fantazie, čímž vlastně vytváří jakýsi apokryf. Většina popisů v knize je vedena tak, že čtenář má mnoho příležitostí zapojit svou fantazii a představit si tak popisované jevy podle svého gusta. Podání ďáblových pomocníků je tu taktéž velice zajímavé. Vyprávěním o Ďáblu jako o postavě, která nepáchá pouze zlo, ale chová se docela lidsky, vytváří Bulgakov parafrázi na Fausta. Vložený příběh o Pilátovi, čtivost, popisy poskytující dobrý prostor pro fantazii a humor činí z románu knihu pro velmi široký okruh čtenářů.

## Adaptace
V Československém rozhlase vznikla v roce 1987 třídílná inscenace v dramatizaci Jana Vedrala (režie Jiří Horčička). V roli Wolanda účinkoval Miloš Kopecký, který později prosadil Vedralovu dramatizaci na jeviště Vinohradského divadla.
V roce 2011 natočila režisérka Hana Kofránková pro vydavatelství Levné knihy nezkrácenou četbu, četl Jiří Ornest.
V roce 2020 natočila Audiotéka vícehlasou nezkrácenou četbu s více než 50 herci v čele s Jiřím Lábusem (Woland), Martinem Myšičkou (Mistr), Annou Fialovou (Markétka) a Viktorem Preissem (Pilát). Režie Natália Deáková.
V ČR vyšla též komiksová adaptace Andrzeje Klimowského (2009, BB art), jejíž textové části přeložil podle anglické verze a s použitím Dvořákova překladu Viktor Janiš.
V roce 1972 vznikl italsko-jugoslávský film Mistr a Markétka, režíroval ho Aleksandar Petrović a měl délku 95 minut.
Polská verze Mistrz i Małgorzata pochází z roku 1988 a byla natočena jako televizní miniseriál.
Úspěšná ruská adaptace z roku 2005 byl desetidílný seriál natočený s rozpočtem 5 milionů dolarů, Českou televizí byl v premiéře uveden v březnu–dubnu 2010 na programu ČT2.
V letech 2005–2007 uvádělo jevištní adaptaci Dodo Gombára, s použitím překladu Aleny Morávkové, Městské divadlo Zlín.